# Каратеодори, Константин
Константин Каратеодо́ри (Constantin Carathéodory; 13 сентября, 1873 года, Берлин — 2 февраля, 1950 года, Мюнхен) — немецкий математик греческого происхождения.
Выпускник Бельгийской военной академии 1895 года.
Математическое образование получил в Берлине и Гёттингене.
По приглашению греческого правительства возглавил с 1919 по 1922 год Ионийский университет в Смирне (ныне Измир), находившейся тогда под греческим контролем.
С 1924 года профессор университета в Мюнхене.
Известен работами по
- теории функций,
- вариационному исчислению (построение теории поля экстремалей),
- теории конформных отображений,
- общей теории меры множеств.

В 1909 году предложил аксиоматическое построение основ термодинамики.

## Избранные работы
- Gesammelte mathematische Schriften. Bd 2, Münch., 1955;
- Funktionentheorie, Bd 1—2, Basel, 1950;
- Конформное отображение, М. — Л., 1934.